# 裴鉴 (植物学家)
裴鉴（1902年—1969年），又名裴季衡，男，生于四川省华阳县，中国植物分类学家、药用植物学家。1925年赴美国留学，学习植物学专业，1928年在斯坦福大学获得硕士学位，1930年在同一所学校获博士学位，曾任第四届全国政协委员、中国科学院南京植物研究所所长，编写《中国药用植物志》。主要研究方向为薯蓣科植物的分类。